# Blind Joe Taggart
Blind Joe Taggart (* 16. August 1892 als Joel Washington Taggart; † 15. Januar 1961) war ein früher US-amerikanischer Blues-Gitarrist und Sänger, über dessen Leben wenig bekannt ist. Das meiste, was man über Taggart weiß, stammt von Josh White, der dem nahezu blinden Musiker als Führer gedient hatte und von ihm übel behandelt worden war. Whites Auskunft ist entsprechend negativ.
Taggart war ein typischer Vertreter der umherziehenden, musizierenden Prediger der 1920er Jahre. Er litt an grauem Star, war jedoch nicht völlig blind, als White ihn in Greenville, South Carolina, traf. Zu dieser Zeit nannte er sich Joel Taggart.
1926 machte Taggart erste Aufnahmen für Vocalion. Es existieren mehrere Aufnahmen Taggarts mit Emma, vermutlich seine Frau, sowie James und Bertha, vermutlich seine Kinder. Taggart nahm auch unter verschiedenen Pseudonymen auf, etwa Blind Joe Amos, Blind Jeremiah Taylor, Blind Tim Russell und Blind Joe Donnel. Möglicherweise war Taggart auch Blind Percy oder spielte in dessen Blind Band. Unklar ist, ob er Six Cylinder Smith war, da dieser nicht blind war, oder ob Smith Taggart lediglich auf der Mundharmonika begleitete.
Jedes Pseudonym steht für einen eigenen Musikstil, was Taggarts Vielseitigkeit belegt. Ein anderer Grund für die Benutzung der Pseudonyme war religiöser Natur: sie dienten dem Prediger Taggart als Schutz vor Gott, wenn er verrufene Musik spielte.
Man sagt der Musik Taggarts nach, dass sie Hinweise auf die ältesten Wurzeln des Country Blues enthält, zurückreichend bis in die Zeit des Amerikanischen Bürgerkriegs. Exemplarisch dafür gelten die Stücke Been Listening All Day und Goin' to Rest Where Jesus Is.